# Stadtplan

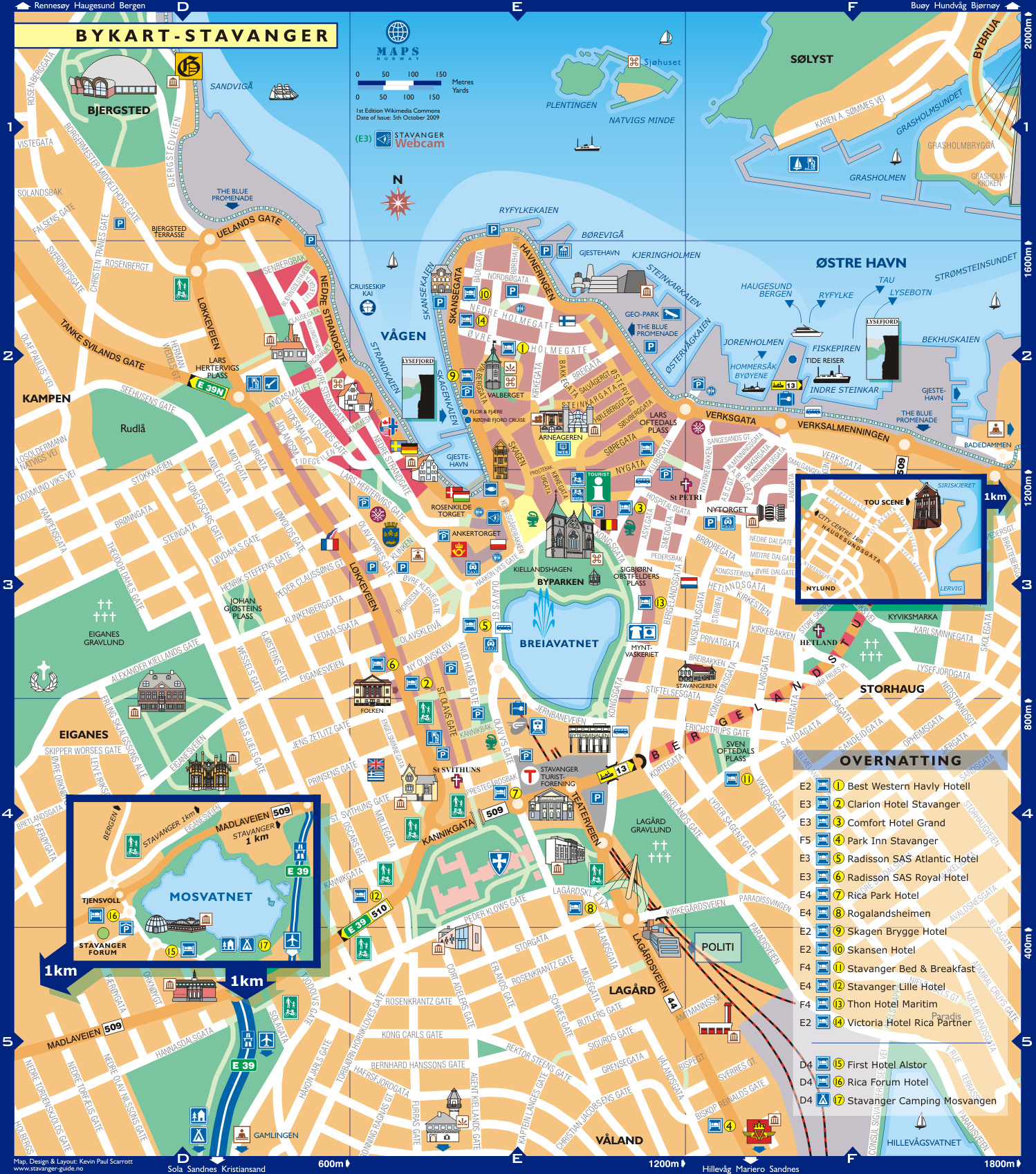
Einfacher Stadtplan von Stavanger (Norwegen)

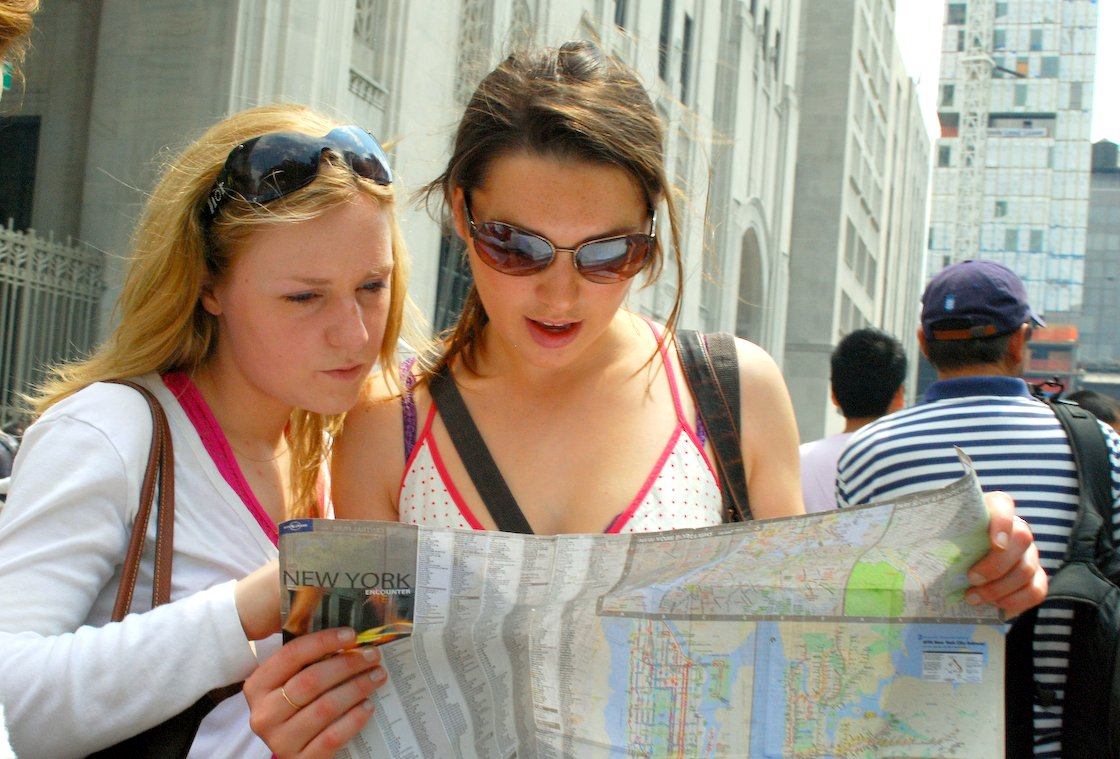
Zwei Touristinnen lesen einen Stadtplan von New York City

Ein Stadtplan ist eine großmaßstäbige thematische Karte einer Stadt (oder auch Teil einer Stadt) zum Zweck einer guten Orientierung in einem urbanen Raum. Die Darstellung ist daher überwiegend klassifiziert und grafisch vereinfacht und auf allgemeinverständliche Signaturen reduziert. Je nach Zielgruppe beinhaltet ein Stadtplan neben dem Verkehrsnetz auch andere wichtige Zusatzinformationen – wie Sehenswürdigkeiten oder öffentliche Einrichtungen.

## Inhalt und Gestaltung
Der Maßstabsbereich von Stadtplänen liegt meist zwischen 1:10 000 und 1:25 000. Dichte Innenstadtbereiche werden teilweise auch in größeren Maßstäben auf separaten Detailkarten dargestellt. Neben der maßstabsgetreuen Darstellung gibt es auch Stadtpläne mit variablem Maßstab, bei denen der Maßstab zum Stadtzentrum hin zunimmt (Fischaugen-Projektion).
Die Darstellung im Stadtplan beinhaltet die Aufteilung der Stadt (Stadt- und Ortsteile) mit Bebauung – oft unterschieden in Wohnbebauung und Gewerbeflächen – sowie Grünflächen und Gewässer, dem Verkehrsnetz (Straßen und Wege), unterschieden nach Bedeutung bzw. Zustand (Fußgängerzone, Einbahnstraße), dem Schienennetz mit Unterscheidung Eisenbahn, S-Bahn, U-Bahn, Stadtbahn, Straßenbahn und den weiteren Linien des öffentlichen Personennahverkehrs (ÖPNV) wie Buslinien und Fährlinien mit Liniennummern und Haltestellen/Anlegestellen. Die Beschriftung nimmt einen wichtigen Bereich ein, hierzu zählen neben der administrativen Einteilung des dargestellten Gebietes die Straßennamen (zum Teil ergänzt durch einzelne Hausnummern), die Bahnhöfe und Linien des ÖPNV, wichtige Anlaufpunkte der Kartennutzer wie Verwaltungsgebäude, Schulen, Sportstätten, Schwimmbäder, kulturelle Einrichtungen (z. B Theater, Museen), Sehenswürdigkeiten, religiöse Einrichtungen wie Kirchen/Moscheen/Synagogen, Friedhöfe und Erholungsstätten wie Parks, Wälder, die teilweise platzsparend durch Signaturen dargestellt werden. Dabei dienen die Variationsmöglichkeiten der Schrift (Typ, Größe, Lage, Farbe) der Übersichtlichkeit und Zuordnung zu den Objekten. Straßen- und Platznamen werden üblicherweise – geordnet nach Gemeindezugehörigkeit – in einem Verzeichnis aufgelistet, das die Objekte über ein Suchnetz in der Karte verortet. Auch wichtige Orte wie Verwaltungsgebäude, Sehenswürdigkeiten werden meist im Verzeichnis mit Angabe von Adresse, Telefon und Planquadrat angegeben. Besonders früher gab es auch eine mehr oder weniger detaillierte Aufstellung der Bahnhöfe und Verkehrslinien. Zum Teil werden in Stadtplänen auch Liniennetzpläne, deren Grundlage meist von offizieller Seite stammt, mit abgedruckt oder eingeheftet. Zum Stadtplan gehört, wie zu jeder Karte, eine Legende, die die verwendeten Zeichen und Signaturen (z. T. in mehreren Sprachen) erklärt, meist auch ergänzt mit einer Maßstabsleiste.

## Geschichte

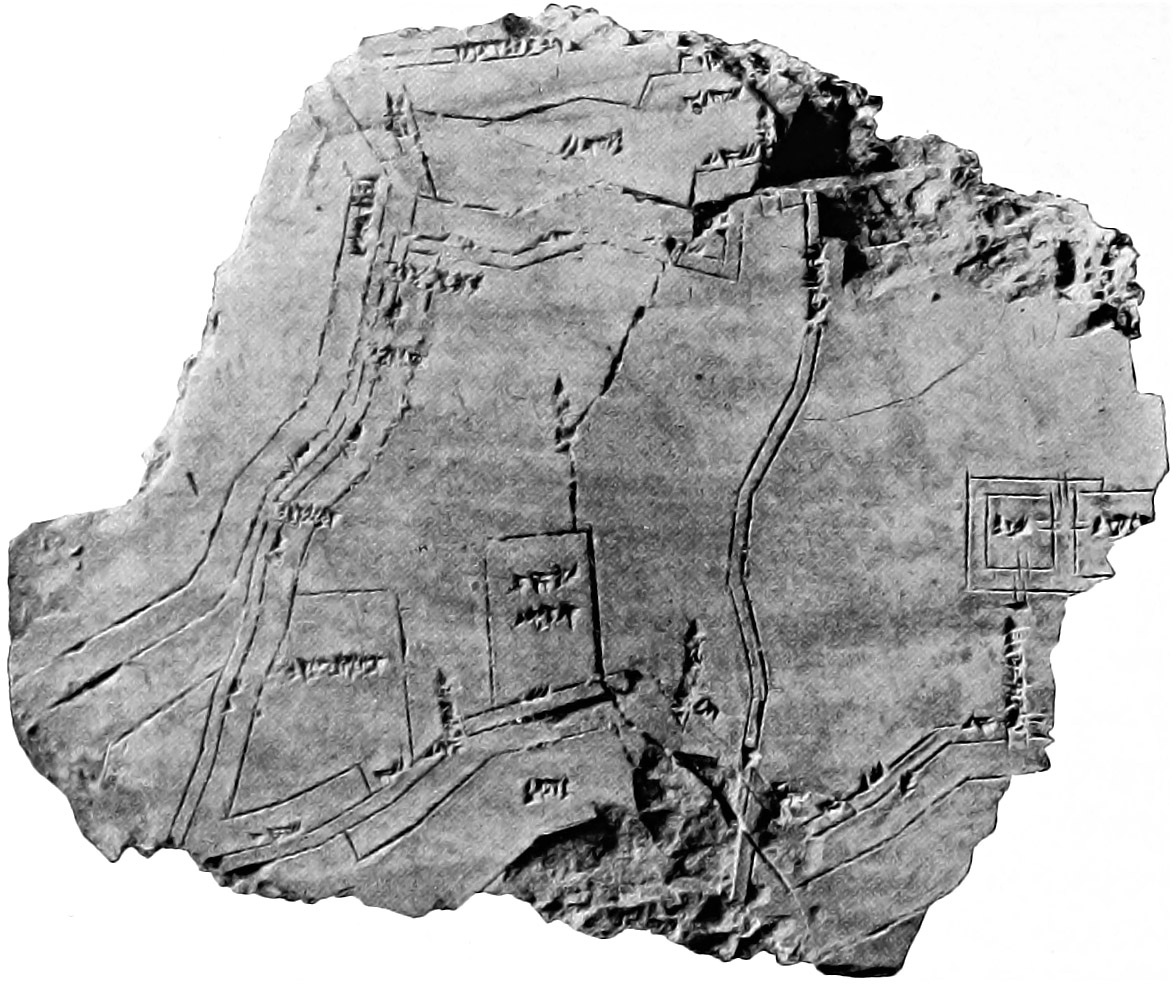
3500 Jahre alte Tontafel mit dem Stadtplan von Nippur

### Alter Orient
Bereits im Alten Orient fertigte man Tontafeln mit maßstabsgerechten, kartografischen Darstellungen von Städten. Ausgrabungen der sumerischen Stadt Nippur brachten ein Fragment eines etwa 3500 Jahre alten Stadtplan von Nippur zu Tage, der mitunter auch als ältester bekannter Stadtplan bezeichnet wird. Die Tontafel zeigt den Tempel Enlils, einen Stadtpark, die Stadtmauer mit Toren sowie einen Kanal und den Fluss Euphrat. Die einzelnen Objekte des Plans wurden hier bereits in sumerischer Keilschrift beschriftet.

### Römische Antike
Unter dem Kaiser Septimius Severus wurde zwischen 203 und 211 n. Chr. die Forma Urbis Romae (FUR) (auch Forma Urbis marmorea) geschaffen, ein monumentaler, aus Marmorplatten gefertigter Plan der Stadt Rom, der an einer Innenwand des Templum Pacis angebracht war. Heute ist er ein wichtiges Zeugnis für die Topographie des antiken Roms.

### Stadtansichten des Spätmittelalters

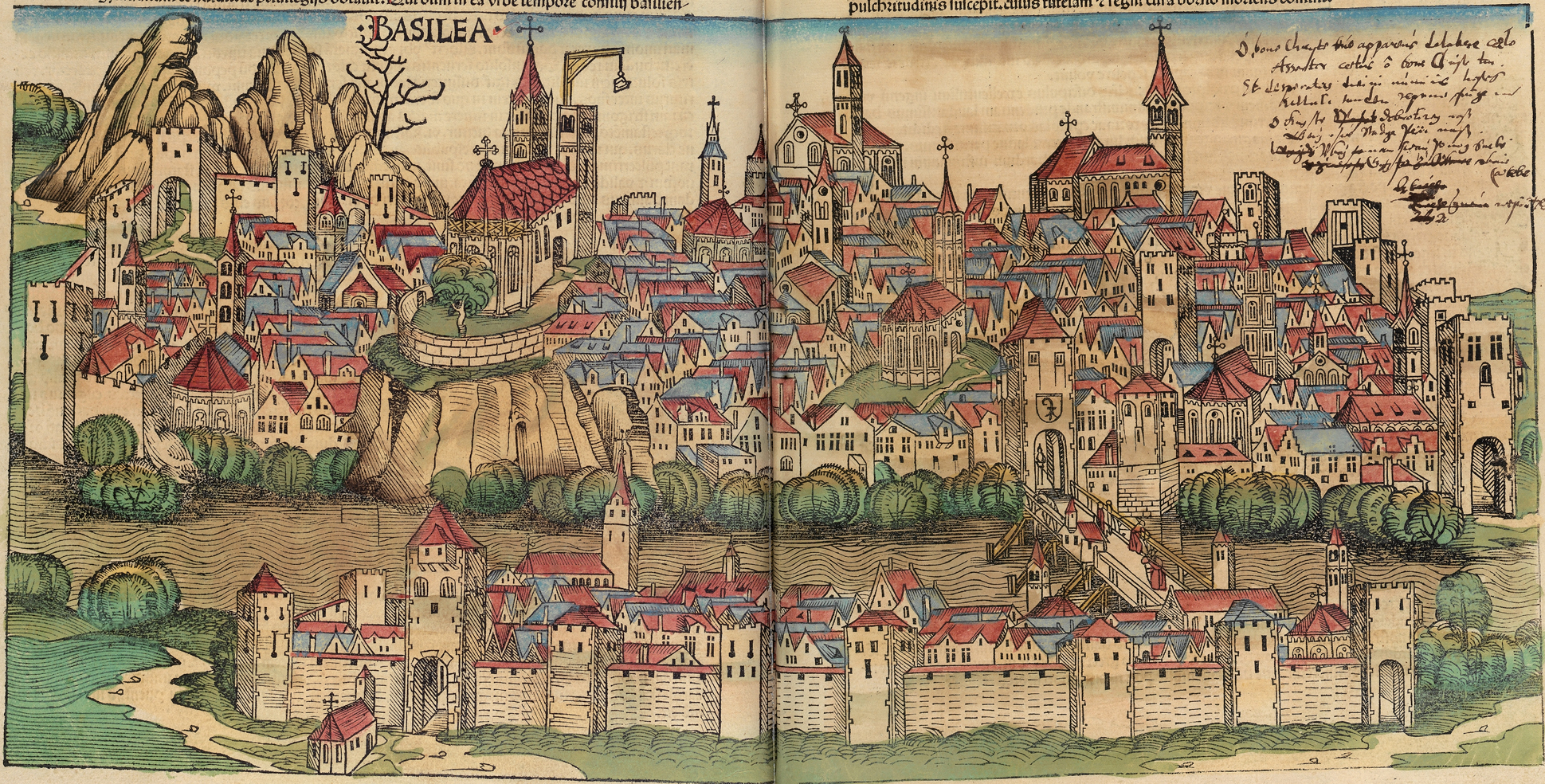
Stadtansicht von Basel, etwa 1490 aus der Schedelschen Weltchronik

In Handschriften und frühen Buchdrucken des Spätmittelalters findet man Städte häufig im Profil oder von einem erhöhten Standpunkt aus betrachtet abgebildet. Auch in Seekarten jener Zeit sind zum Teil stilisierte Stadtansichten piktogrammartig eingezeichnet – so zum Beispiel in Cristoforo Buondelmontis Liber insularum Archipelagi (Buch der Inseln) aus dem Jahr 1422.
Die 1493 erstmals erschienene Schedelsche Weltchronik (Nürnberger Chronik) ist mit über einhundert Ansichten eines der bedeutendsten Zeugnisse von Stadtdarstellungen des späten Mittelalters. Panoramen wie diese oder jene in Bernhard von Breydenbachs Reisebericht von 1483 hatten allerdings eher narrative oder repräsentative Funktionen. Illustriert wurden darin die lokalen Gegebenheiten und wesentlichen Merkmale – wie Häfen, prachtvolle Bauten, Stadtmauern etc. – als Hintergrund für historische Beschreibungen oder Hervorhebung wirtschaftlicher Vorzüge der Stadt. Auf Exaktheit wurde dabei hingegen weniger Wert gelegt: in der Schedelschen Weltchronik entsprachen lediglich ein Viertel der Stadtansichten dem tatsächlichen Erscheinungsbild, teilweise verwendete man sogar einzelne Abbildungen für mehrere Städte gleichzeitig.

### Entwicklung des perspektivischen Zeichnens und Drucktechniken in der Renaissance

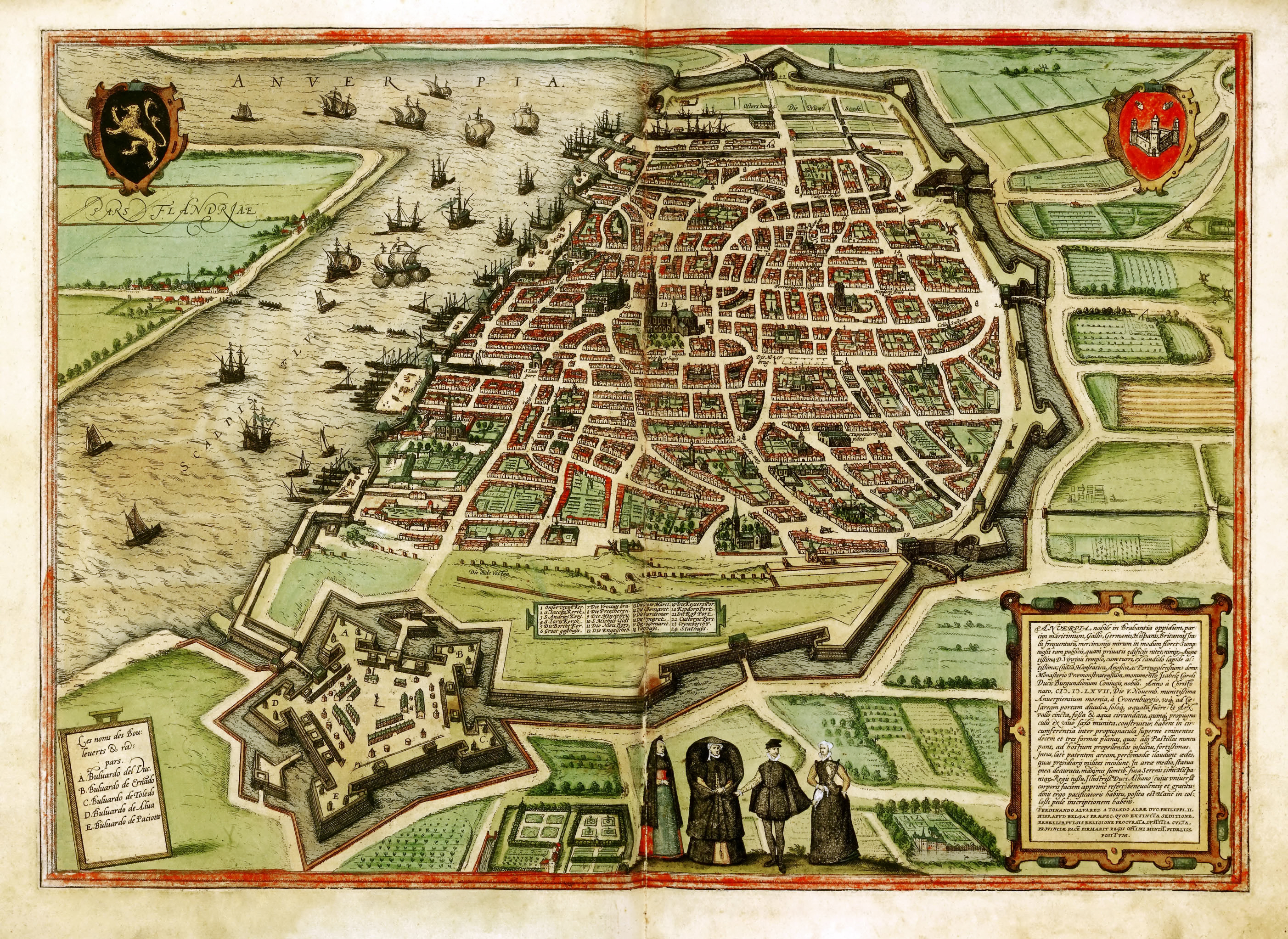
Antwerpen (Kupferstich), ca. 1572 von Georg Braun und Frans Hogenberg

Im 16. Jahrhundert erlangten die Künstler und Gelehrten der Renaissance weitreichende mathematische Kenntnisse über Perspektiven und Projektionen, was auch Auswirkungen auf die Arbeit der Kartografen und der Erstellung von Stadtansichten hatte (vor allem zunächst in Italien). Eine entscheidende Neuerung war, dass man nun die Stadt nicht mehr einfach aus einem gedachten oder realen Blickwinkel porträtierte, sondern zunächst einmal einen zweidimensionalen Plan der Stadt anfertigte und diesen dann durch genaues perspektivisches Zeichnen in ein dreidimensionales Abbild umsetzte. Ein frühes Beispiel für eine geometrisch exakte und äußerst detailreiche Arbeit dieser Art ist die um 1500 von Jacopo de’ Barbari erstellte Stadtansicht Venedigs.
Waren die Illustrationen des Spätmittelalters meist noch einfache kleinformatige Holzschnitte, verbreiteten sich ab 1500 zunehmend Verfahren für den Druck von Riesenholzschnitten und Farbholzschnitten. Jacopo de’ Barbaris Plan von Venedig hatte bereits eine beachtliche Größe von 139 × 282 cm und bestand aus sechs einzelnen Holztafeln. Ab Mitte des 16. Jahrhunderts setzte sich dann ausgehend von Antwerpen der Kupferstich gegenüber dem Holzschnitt durch und erlaubte wesentlich feinere und detaillierte Darstellungen.

### 19. Jahrhundert

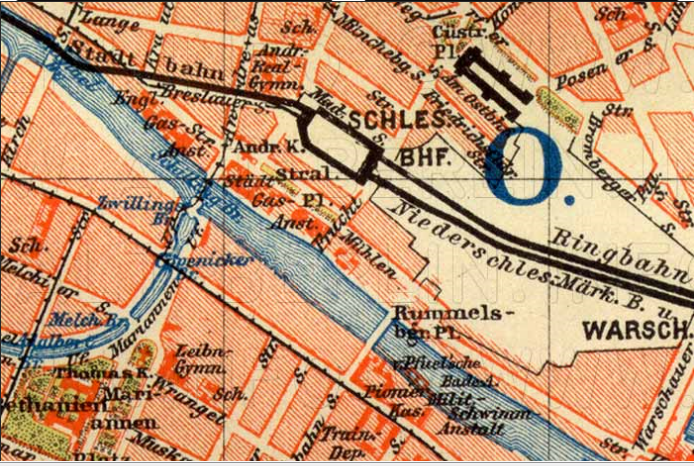
Ausschnitt aus einem Stadtplan Berlins von 1895

Der moderne Stadtplan bekam seine Bedeutung mit dem Entstehen der Großstädte, als es für Stadtbewohner und Reisende nötig wurde, eine Orientierungshilfe zu erhalten. Der Stadtplan wurde so zum „Orientierungsinstrument für ein breites Publikum“. Die Form für das Medium Stadtplan wird geändert. Es werden Bildsymbole zur leichteren Orientierung geschaffen, Faltungen und Formate werden der einfachen Nutzung im Stadtraum angepasst. „Bis 1900 hat sich der Stadtplan zum Massenmedium entwickelt.“ (Christina Schumacher)

## Herstellung
Gedruckte Stadtpläne haben meist ein handliches Kartenformat mit einer speziellen Faltung, so dass die Karte auch in beengten Räumen praktikabel ist. In letzter Zeit gibt es auch elektronische Stadtpläne für Mobiltelefone oder tragbare Computer, die gegebenenfalls mit einer Ortung und Zielbestimmung durch Satellitennavigation ausgestattet sind. Allerdings sind hier auf dem kleinen Format des Displays Übersichtlichkeit und Detaildarstellung nicht vereinbar.
Europaweit größter Hersteller von Stadtplänen ist die MairDumont-Verlagsgruppe mit ihren Stadtplan-Marken Falk und ADAC. Neben dem Vertrieb durch die Verlagskartografie gibt es auch Stadtpläne, die kostenlos (bzw. werbefinanziert) über Kommunen oder Banken verteilt werden.
Um Stadtpläne gegen unerlaubte Vervielfältigung zu schützen, werden von den Kartenherstellern oftmals sogenannte Trap Streets (deutsch etwa: Fallenstraße) als Plagiatsfalle eingezeichnet.